# Kim Yuna
Kim Yu-na (født 5. september 1990) er en sydkoreansk kunstskøjteløber.
Hun vandt guld ved Vinter OL 2010 i Vancouver. Hendes opnåede scores ved denne konkurrence er de hidtil højeste i kvindernes disciplin under ISU bedømmelsessystem. Dette gav Kim en plads i Guinness Rekordbog.
Derudover blev Kim verdensmester i 2009. Hun er også Fire Kontinents guldvinder (2009), tre gange Grand Prix Finale guldvinder, juniorverdensmester (2006) og fem gange sydkoreansk national seniormester. Hun har aldrig stået uden for podiet i sin karriere.

## Karriere
Kim gjorde sin internationale konkurrencedebut som 11-årig, da hun vandt novicetitlen ved Triglav Trophy 2002. Næste år vandt hun sin første seniortitel ved de sydkoreanske nationale mesterskaber.
I sæson 2004–05 gjorde Kim sin internationale juniordebut ved Junior Grand Prix turneringerne. Hun vandt sølv ved både Junior Grand Prix Finalen og Junior VM, begge gange efter kommende langtidsrival Mao Asada. Den følgende sæson 2005–06 var Kim ubesejret; hun vandt bl.a. guld ved Junior VM 2006, hvor hun slog Asada.
Den næste sæson 2006–07 rykkede Kim op i seniorrækkerne. Hun vandt sin første Grand Prix Finale titel og satte sin første verdensrekord i det korte program ved VM 2007, hvor hun samlet tog bronze.
Den følgende sæson 2007–08 vandt Kim alle sine tre Grand Prix'er, men ved VM 2008 blev det igen til bronze. I sæson 2008–09 vandt hun begge sine ISU mesterskaber, da hun blev guldvinder ved både Fire Kontinents 2009 og VM 2009 i Los Angeles.
Ved Vinter OL 2010 i Vancouver vandt Kim både det korte og lange program med rekord scores, og guldmedaljen gjorde hende til den første (og hidtil eneste) sydkoreanske kunstskøjteløber, der har taget medalje ved Vinter OL.
Den følgende måned deltog Kim i VM 2010, hvor hun tog sølv. Den næste sæson 2010–11 valgte Kim kun at deltage i én konkurrence, nemlig VM 2011, hvor det igen blev til sølv.
Kim konkurrerede ikke under sæson 2011–12, men hun gør sit comeback denne sæson med det endelig mål at deltage ved Vinter OL 2014 i Sotji. Efter dette planlægger Kim at trække sig fra sporten.

## Ekstern henvisning
- Wikimedia Commons har flere filer relateret til Kim Yuna
- Officiel hjemmeside Arkiveret 10. januar 2007 hos  Wayback Machine (koreansk) (engelsk)
- International Skating Union (engelsk)
- Yuna KIM på Olympic.org
- Yuna KIM Arkiveret 9. marts 2012 hos  Wayback Machine på Olympic Athetes' Hub
- Yuna KIM på Youtube

| Kunstskøjteløber | Spire Denne biografi om en kunstskøjteløber er en spire som bør udbygges. Du er velkommen til at hjælpe Wikipedia ved at udvide den. |